# DEVELOP=FRAME
DEVELOP=FRAME（ディベロップ・フレーム）は日本のソフトヴィジュアル系ロックバンド。
初期の作品はニュー・ウェイヴ、ニューロマンティックを彷彿させるエレクトリックサウンドであったが、谷口佳之加入以降はハードなギターを重視したデジタルロックへと変貌した。2003年4月3日に解散し、約9年間の活動を終了した。
活動終了から10年目の2013年に再始動を発表。

## メンバー
- 野口純平 : Vocal
- 鳴瀬シュウヘイ : Program、Keyboard(リーダー)
- 谷口佳之 : Guitar
- TETSUJI : Drum

## 旧メンバー
- KYOICHI : Guitar

## 略歴
- 1994.5 : DJ活動をしていた鳴瀬シュウヘイと野口純平のユニットとして結成。京都を中心に兵庫の姫路Betaなど関西エリアで活動
- 1995 : TETSUJI(Dr)が加入
- 1998.6 : KYOICHIが脱退したため、ex.DIE-QUÄRの谷口佳之(Gt)が加入
- 1999.1 : 活動拠点を東京へ
- 1999.1.21 : メジャーデビュー
- 2000.10 : 活動休止
- 2002.2.6 : 活動再開、その後はインディーズで活動
- 2003.4.3 : 活動完了
- 2013.7 : 再始動発表

## ディスコグラフィー

### デモテープ
1. UTTER　(module project／1995.2.10)
2. ISM　(module project／1996.2.9)
3. Special Package　(1999.5)

### シングル
1. Realize　(コロムビアミュージックエンタテインメント／1999.10.21) - メジャーデビューシングル、大山正篤(ex.ZIGGY)プロデュース
2. CHASE　(コロムビアミュージックエンタテインメント／2000.3.1)
3. 裸心　(コロムビアミュージックエンタテインメント／2000.7.20)

### 配信シングル
1. Realize (the decade)　(2013.11.27) - サポートベースとしてRYO(defspiral／ex.TRANSTIC NERVE)が参加
2. metaphor (the decade)　(2013.12.10) - サポートベースとしてJu-ken(VAMPS)が参加
3. 眠らない奇蹟 (the decade)　(2013.12.24) - サポートベースとして長野典二(everset／ex.Missing Tear)が参加
4. VANITY HOUR (the decade)　(2014.1.7) - サポートベースとしてH.toshiyanof-3rd(ex.TETRA-FANG)、コーラスに緋村剛(everset／ex.Missing Tear)が参加
5. remove (the decade)　(2014.1.28) - コーラスに名倉かおり(ex.仮面ライダーGIRLS)が参加
6. Sculpture Mind (the decade)　(2014.2.11) - サポートベースとしてRYO(defspiral／ex.TRANSTIC NERVE)が参加
7. Blaze your Blaze (the decade)　(2014.3.4)
8. UNION (the decade)　(2014.3.25) - サポートベースとしてHIRO(ex.MASCHERA)、コーラスに名倉かおり(ex.仮面ライダーGIRLS)が参加
9. SACRED (the decade)　(2014.4.20) - サポートベースとして長野典二(everset／ex.Missing Tear)が参加
10. FLOWER (refurbished)　(2016.4.25)
11. maybe "HEAVEN" (refurbished)　(2016.5.23)
12. LUNATIC DANCER (refurbished)　(2016.6.20)
13. QUIRK OF FATE (live at Kyoto VOXhall 1996) (2022.3.14)
14. アンバランス (Dig Out Edition) (2022.4.2)

### アルバム
1. metaphor　(BERETT RECORDS／1997.7.1)
2. HUB　(トクマオリジナル／2002.2.5)
3. TERMINUS　(module project／2003.4.3)
4. UTTER　(module project／2004)
5. ISM　(module project／2004)

### オムニバスアルバム
1. THE END OF THE CENTURY ROCKERS Ⅳ　(TEICHIKU RECORDS／1997.8.21) - 『TRANCE TRAP』収録
2. HYPER-iNDEX　THE FiNAL EVOLUTiON 1997　(PONY CANYON／1997.10.17) - 『LUNATIC DANCER』収録
3. THE BEST OF réveil 〔un〕 VISUAL ROCK BEST COLLECTION　(TEICHIKU RECORDS／1999.2.24) - 『TRANCE TRAP』収録
4. VISUAL ROCK BEST COLLECTION 彩-IRODORI-　(TEICHIKU RECORDS／2001.3.1) - 『TRANCE TRAP』収録
5. ゾイド -ZOIDS-　ORIGINAL SOUND TRACK +　(コロムビアミュージックエンタテインメント／2000.4.21) - 『CHASE』収録
6. ゾイド -ZOIDS-　ORIGINAL SOUND TRACK +2　(コロムビアミュージックエンタテインメント／2000.7.20) - 『CHASE』収録

## ミュージックビデオ
| 監督 | 曲名        |
| 不明 | 「Realize」 |
| 不明 | 「CHASE」   |
| 不明 | 「裸心」    |

## タイアップ一覧
| 使用年 | 曲名  | タイアップ                                                              |
| ------ | ----- | ----------------------------------------------------------------------- |
| 2000年 | CHASE | MBS・TBS系アニメ『ゾイド -ZOIDS-』エンディングテーマ（第21話 - 第37話） |
| 2000年 | 裸心  | TBS系『ココロの扉2』エンディングテーマ                                  |